# Орден Военных заслуг (Вьетнам)
Орден Военных заслуг (вьет. Huân chương quân công) — четвёртый по значимости орден Социалистической Республики Вьетнам.

## Описание
Орденом Военных заслуг награждаются лица, совершившие выдающиеся и смелые подвиги на войне, военной службе, подготовке, быстром построении, консолидация в защите людей и народной безопасности, геройски пожертвовавшие жизнью, подавшие пример всей стране.
Награждаются граждане, состав Вооружённых сил Вьетнама.
Вручается коллективам, проявившим выдающиеся достижения в течение пяти или более лет подряд, с сохранением внутреннего единства, сотрудничество с партией и массовыми организациями. Вручается при достижении 30 лет строительства и развития, второй раз — 25 лет и более.
Орден был учреждён 16 мая 1947 года.
Орден состоит из трёх степеней: I — три звезды, II — две звезды, III — одна звезда.